# Haymarket Leicester
Haymarket (ang. Haymarket Shopping Centre) – centrum handlowe położone w centrum miasta Leicester w Wielkiej Brytanii otwarte w 1973 roku. Budynek centrum handlowego znajduje się pomiędzy ulicami Haymarket Street, Belgrave Gate, Charles Street, Humberstone Gate. Obok znajduje się dworzec autobusowy linii miejskich i podmiejskich Hymarket Bus Station.
Obok centrum handlowego znajduje się Wieża Zegarowa (Clock Tower).
W centrum handlowym znajdują się m.in. Primark, C&A, Tesco Express, TK Maxx, Co-operative, Boots, Clarks, H&M.
Wcześniej istniał Haymarket Teatr na poziomie pierwszego piętra, który został zamknięty. Haymarket posiada parking samochodowy na górze centrum handlowego.

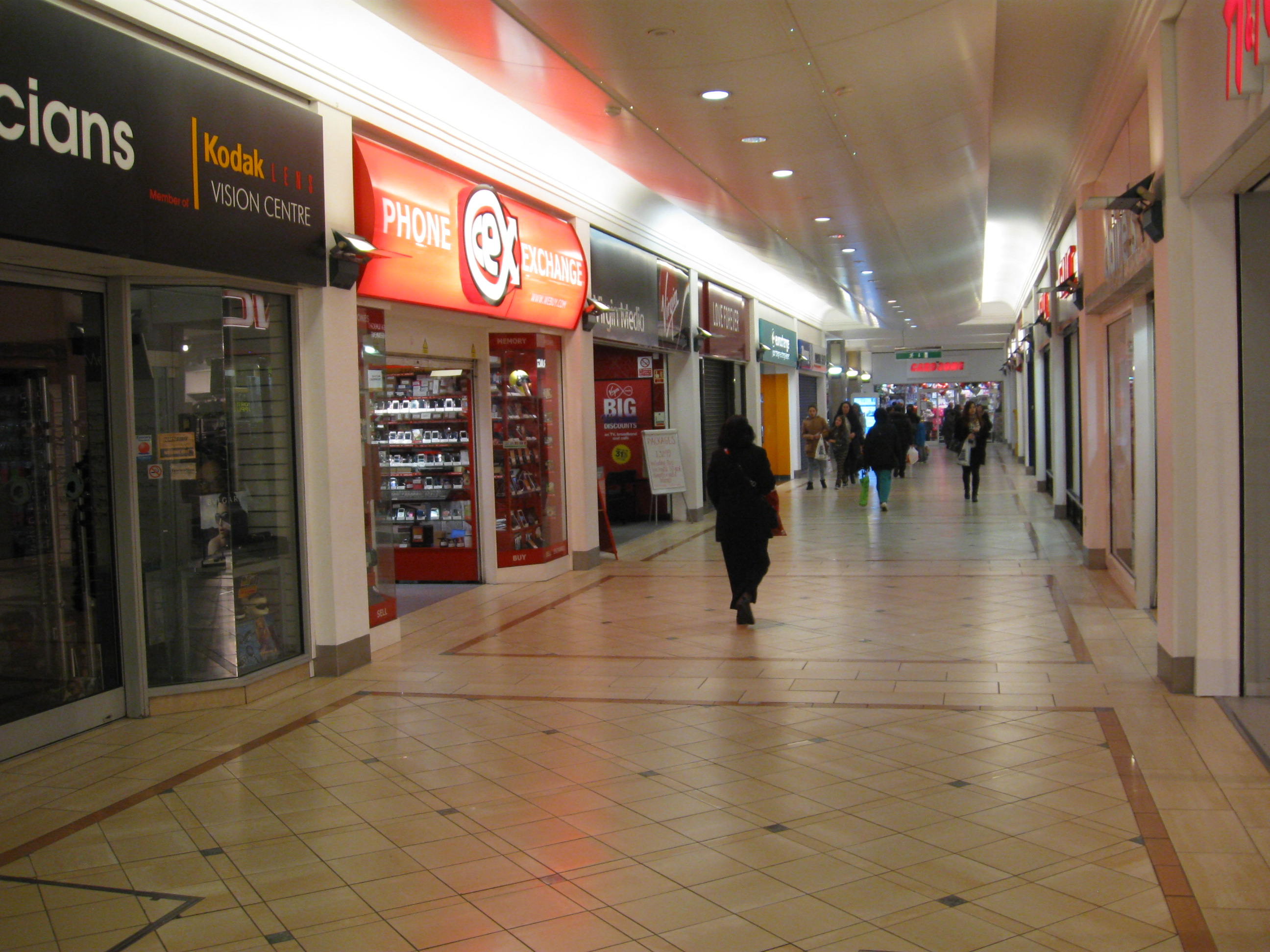
Haymarket w środku
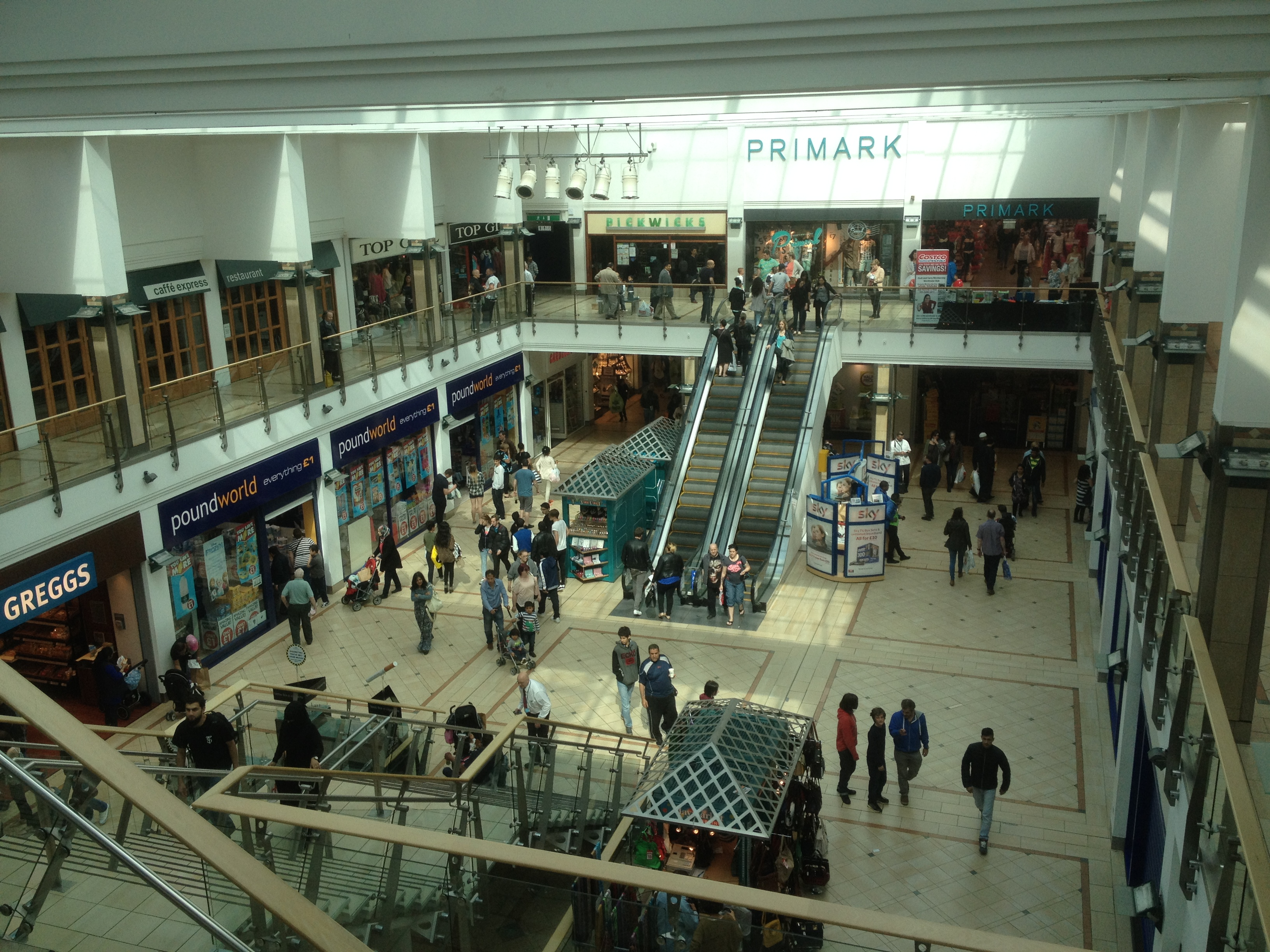
Leicester Haymarket Centre Mall
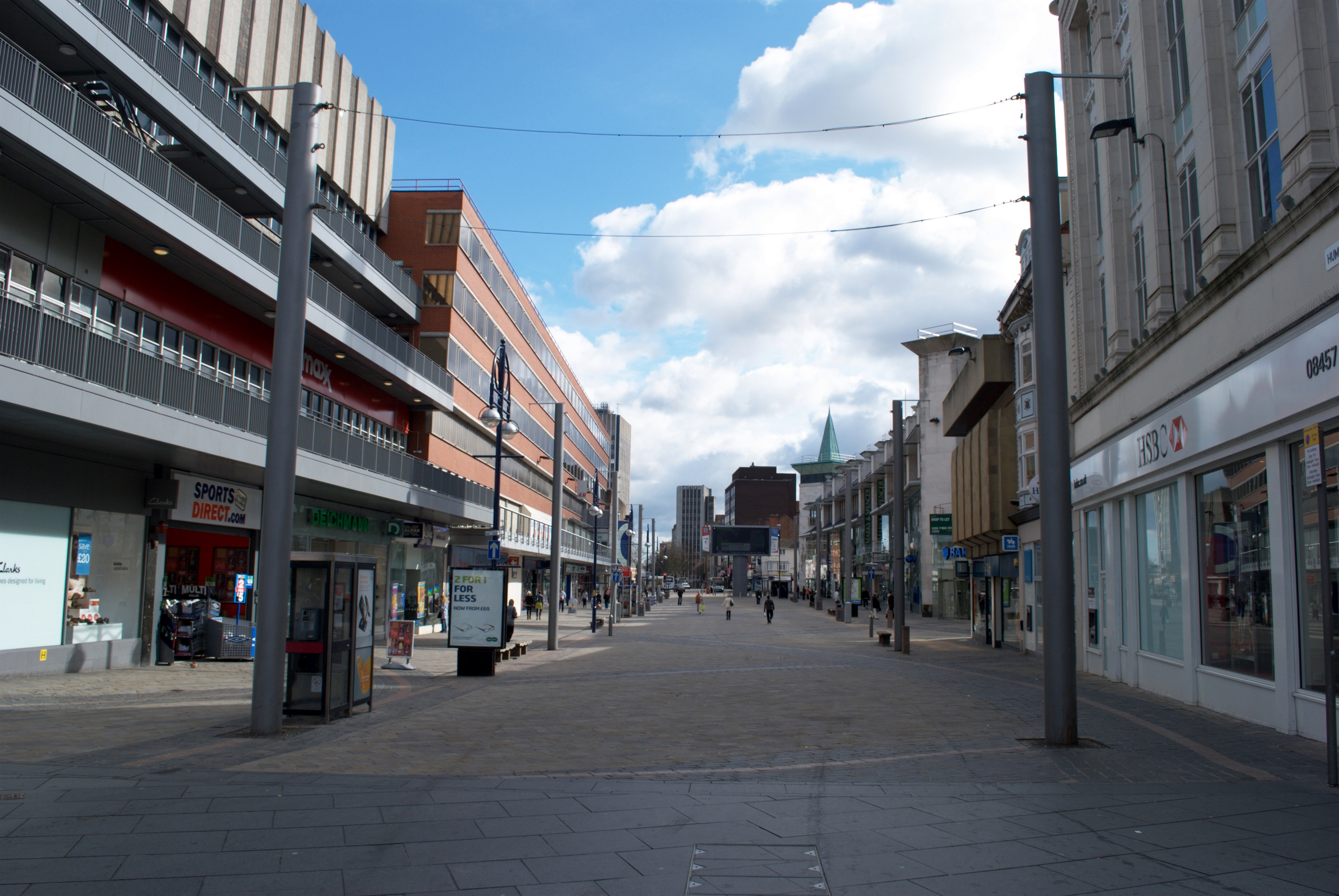
Po lewej Haymarket
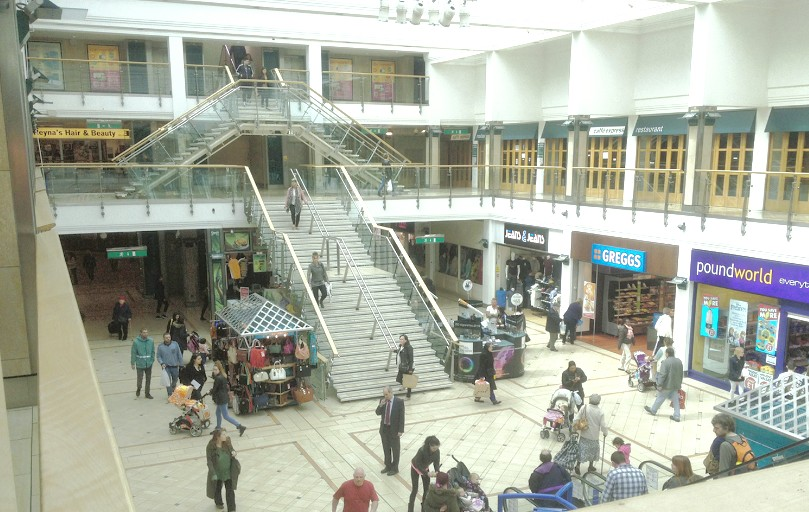
Haymarket w środku